# Castelcovati
Castelcovati é uma comuna italiana da região da Lombardia, província de Bréscia, com cerca de 5.339 habitantes. Estende-se por uma área de 6 km², tendo uma densidade populacional de 890 hab/km². Faz fronteira com Castrezzato, Chiari, Comezzano-Cizzago.

## Demografia
| Variação demográfica do município entre 1861 e 2011                               |
|                                                                                   |
| Fonte: Istituto Nazionale di Statistica (ISTAT) - Elaboração gráfica da Wikipedia |